# Liste der Nummer-eins-Hits in den Niederlanden (1981)
Diese Liste enthält alle Nummer-eins-Hits in den Niederlanden im Jahr 1981. Es gab in diesem Jahr 17 Nummer-eins-Singles und 19 Nummer-eins-Alben.
| Singles | Alben |
| --- | --- |
| - Roland Kaiser – Santa Maria - 2 Wochen (20. Dezember 1980 – 9. Januar 1981) - The Kinks – Lola (Live) - 4 Wochen (10. Januar – 6. Februar) - Doris D & the Pins – Shine Up - 2 Wochen (7. Februar – 20. Februar) - Stars on 45 – Stars on 45 - 4 Wochen (21. Februar – 20. März) - Phil Collins – In the Air Tonight - 3 Wochen (21. März – 10. April) - Ultravox – Vienna - 3 Wochen (11. April – 1. Mai) - Frank Duval – Angel of Mine - 2 Wochen (2. Mai – 15. Mai) - Bucks Fizz – Making Your Mind Up - 2 Wochen (16. Mai – 29. Mai) - Champaign – How ’bout Us - 8 Wochen (30. Mai – 24. Juli) - Michael Jackson – One Day in Your Life - 4 Wochen (25. Juli – 21. August) - Rubberen Robbie – De Nederlandse sterre die strale overal - 3 Wochen (22. August – 11. September) - Sheena Easton – For Your Eyes Only - 2 Wochen (12. September – 25. September) - Anita Meyer – Why Tell Me Why - 6 Wochen (26. September – 6. November) - The Police – Every Little Thing She Does Is Magic - 3 Wochen (7. November – 27. November) - Alvin Stardust – Pretend - 2 Wochen (28. November – 11. Dezember) - Queen & David Bowie – Under Pressure - 1 Woche (12. Dezember – 18. Dezember) - Diana Ross – Why Do Fools Fall in Love - 2 Wochen (19. Dezember 1981 – 8. Januar 1982) | - ABBA – Super Trouper - 11 Wochen (29. November 1980 – 13. Februar 1981) - Rick van der Linden & Rein van den Broek – Cum laude - 2 Wochen (14. Februar – 27. Februar) - Madness – Absolutely - 2 Wochen (28. Februar – 13. März) - Phil Collins – Face Value - 4 Wochen (14. März – 10. April, insgesamt 5 Wochen) - Fischer-Z – Red Skies Over Paradise - 1 Woche (11. April – 17. April) - Ultravox – Vienna - 2 Wochen (18. April – 1. Mai, insgesamt 3 Wochen) - Phil Collins – Face Value - 1 Woche (2. Mai – 8. Mai, insgesamt 5 Wochen) - Ultravox – Vienna - 2 Wochen (9. Mai – 15. Mai, insgesamt 3 Wochen) - Freddy Fender – The World of Freddy Fender - 4 Wochen (16. Mai – 12. Juni) - Champaign – How 'bout Us - 2 Wochen (13. Juni – 26. Juni) - ABBA – A van ABBA - 8 Wochen (27. Juni – 21. August) - Marty Robbins – Golden Collection - 1 Woche (22. August – 28. August, insgesamt 3 Wochen) - Peter Koelewijn & zijn Rockets – Golden Collection - 1 Woche (29. August – 4. September) - Marty Robbins – Golden Collection - 2 Wochen (5. September – 18. September, insgesamt 3 Wochen) - Rolling Stones – Tattoo You - 2 Wochen (19. September – 2. Oktober) - André Hazes – Gewoon André - 1 Woche (3. Oktober – 9. Oktober, insgesamt 6 Wochen; → 1982) - BZN (Band Zonder Naam) – Friends - 1 Woche (10. Oktober – 16. Oktober) - Timi Yuro – All Alone Am I - 4 Wochen (17. Oktober – 13. November) - The Police – Ghost in the Machine - 1 Woche (14. November – 20. November) - Queen – Greatest Hits - 3 Wochen (21. November – 11. Dezember) - ABBA – The Visitors - 2 Wochen (12. Dezember – 25. Dezember) - BZN (Band Zonder Naam) – We Wish You a Merry Christmas - 3 Wochen (26. Dezember 1981 – 15. Januar 1982, insgesamt 6 Wochen; → 1982) |

## Kinderen Voor Kinderen
"Kinderen Voor Kinderen" ist ein Kinderchor des niederländischen Rundfunksenders VARA, der seit 1980 jedes Jahr ein Album mit neuen Kinderliedern herausbringt. Diese Alben haben den Titel "Kinderen Voor Kinderen", gefolgt von der Nummer des Albums.
Die erste Folge – noch ohne Nummernbezeichnung – war acht Wochen lang vom 31. März bis zum 22. Mai
Gegen Ende 1981 war die Folge 2 zwei Wochen lang vom 5. bis zum 18. Dezember Spitzenreiter der Album-Charts.
Dieses Album wird in der obigen Bestenliste nicht aufgeführt.